# Armand II. François Auguste de Rohan-Soubise

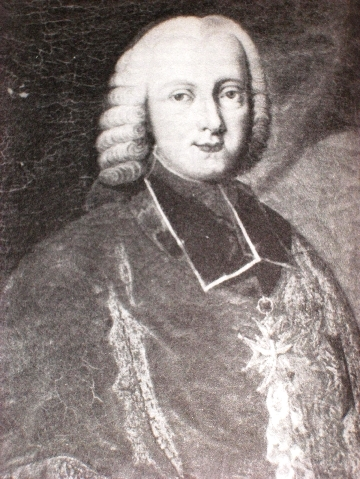
Kardinal von Rohan-Soubise

Wappen des Kardinals

François Armand Auguste von Rohan-Soubise (* 1. Dezember 1717 in Paris; † 28. Juni 1756 in Saverne) war ein französischer Geistlicher, Bischof von Straßburg und Großalmosenier von Frankreich (Grand Aumônier de France).

## Leben
Er wurde am 1. Dezember 1717 in Paris als zweiter Sohn von Jules François von Rohan, Prince de Soubise, (1697–1724) und seiner Frau Anne Julie de Melun, Princesse de´Epinoy (1698–1724) geboren und war der Großneffe von Armand I. Gaston Maximilien de Rohan-Soubise. Zunächst studierte er Theologie an der Sorbonne in Paris und wurde zum Fürsten von Tournon und Abt von Ventadour ernannt. 1736 wurde er Fürstabt des Klosters Murbach und Abt des Klosters in Lüders. Am 2. September 1740 wurde er in das Domkapitel von Straßburg gewählt, obwohl er noch nicht das notwendige Alter erreicht hatte. Am 23. Dezember 1741 empfing er die Priesterweihe. 1742 folgte die Ernennung zum Titularbischof von Tolemaida, gleichzeitig wurde er zum Koadjutor seines Großonkels gewählt, mit dem Recht auf dessen Nachfolge. 1747 wurde er zum Kardinal erhoben und übernahm schließlich 1749 das Amt des Bischofs von Straßburg.
Er starb bereits mit 38 Jahren und wurde in der Stiftskirche von Saverne begraben.

## Weitere Ämter
Wie sein Großonkel wurde er in die Académie française aufgenommen und übernahm 1741 den 9. Stuhl, den vor ihm Charles-Armand-René de La Trémoille innegehabt hatte. Ihm wurde auch zwischen 1745 und 1748 das Amt des Großkaplan von Frankreich übertragen, eines der renommierten Ämter am königlichen Hof; sowie das Amt des Rektors der Universität von Paris.